# Rada Komuny Paryskiej
Rada Komuny Paryskiej – nazwa władz miejskich Paryża podczas Komuny Paryskiej.
Powstała w 1871 roku w Paryżu po obaleniu rządów prezydenta Louis Thiersa. Zasiadali w niej socjaliści, którzy zaczęli tworzyć pierwsze państwo robotnicze. Rada uznała się za nowy rząd Francji odrzucając przy tym wszystkie panujące dotąd zasady demokratycznego państwa, wprowadzając nowe reformy. Rada odrzuciła między innymi zasadę trójpodziału władz.